# Skunkworks Live
Skunkworks Live è un EP del cantante britannico Bruce Dickinson, pubblicato nel 1996 dalla Victor Entertainment in Giappone.

## Il disco
È stato registrato il 31 maggio 1996 durante un concerto a Pamplona in Spagna.
Le quattro canzoni che lo compongono sono state inserite anche nel bonus-CD abbinato all'album Skunkworks quando questo è stato ripubblicato nel 2005. Esistono tuttavia diverse versioni integrali del concerto di Pamplona, facilmente reperibili nonostante si trattino di bootleg non ufficiali, intitolati Live in Spain e Skunkworks Live 1996.
Entrambi i formati terminano con The Prisoner, famoso brano degli Iron Maiden tratto da The Number of the Beast.

## Tracce

### EP
1. Inertia - 3:47
2. Faith - 3:31
3. Innerspace - 4:08
4. The Prisoner - 6:04

### CD
1. Space Race - 3:55
2. Back from the Edge - 4:21
3. Tattooed Millionaire - 3:42
4. Inertia - 3:52
5. Faith - 3:21
6. Meltdown - 5:30
7. I Will not Accept the Truth - 4:42
8. Laughing in the Hiding Bush - 4:06
9. Tears of the Dragon - 8:17
10. God's not Coming Back - 2:19
11. Dreamstate - 6:02
12. The Prisoner - 6:47

## Formazione
- Bruce Dickinson - voce
- Alex Dickson - chitarra
- Chris Dale - basso
- Alessandro Elena - batteria